# Tour der walisischen Rugby-Union-Nationalmannschaft nach Australien und Neuseeland 2003
| Tour der Waliser nach Australien und Neuseeland 2003 | Tour der Waliser nach Australien und Neuseeland 2003 | Tour der Waliser nach Australien und Neuseeland 2003 | Tour der Waliser nach Australien und Neuseeland 2003 | Tour der Waliser nach Australien und Neuseeland 2003 |
| Übersicht                                            | S                                                    | G                                                    | U                                                    | N                                                    |
| ---------------------------------------------------- | ---------------------------------------------------- | ---------------------------------------------------- | ---------------------------------------------------- | ---------------------------------------------------- |
| Test Matches                                         | 2                                                    | 0                                                    | 0                                                    | 2                                                    |
| Gesamt                                               | 2                                                    | 0                                                    | 0                                                    | 2                                                    |
|                                                      |                                                      |                                                      |                                                      |                                                      |
| Australien                                           | 1                                                    | 0                                                    | 0                                                    | 1                                                    |
| Neuseeland                                           | 1                                                    | 0                                                    | 0                                                    | 1                                                    |

Die Tour der walisischen Rugby-Union-Nationalmannschaft nach Australien und Neuseeland 2003 umfasste zwei Test Matches der walisischen Rugby-Union-Nationalmannschaft, die im Juni 2003 durch Australien und Neuseeland reiste. Auf dem Programm standen zwei Begegnungen mit den Wallabies und den All Blacks, die beide verloren gingen. Begegnungen mit regionalen Auswahlteams fanden keine statt.
Es handelte sich um die letzte Tour der Waliser im traditionellen Sinne; an ihre Stelle traten die Mid-year Internationals und End-of-year Internationals.

## Spielplan
- Hintergrundfarbe rot = Niederlage

(Ergebnisse aus der Sicht von Wales)
| # | Datum         | Gegner     | Ort      | Stadion         | Ergebnis |
| - | ------------- | ---------- | -------- | --------------- | -------- |
| 1 | 14. Juni 2003 | Australien | Sydney   | Telstra Stadium | 10:30    |
| 2 | 21. Juni 2003 | Neuseeland | Hamilton | Waikato Stadium | 3:55     |

## Test Matches
| 14. Juni 2003 19:00 AEST | Neuseeland                                                                  | 30 : 10          | Wales                                                         | Telstra Stadium, Sydney Zuschauer: 63.688 Schiedsrichter: Mark Lawrence (Südafrika) |
| 14. Juni 2003 19:00 AEST | Versuche: Grey Latham Paul Sailor (2) Erhöhungen: Roff Straftritte: Flatley | (18 : 3) Bericht | Versuche: Robinson Erhöhungen: S. Jones Straftritte: S. Jones | Telstra Stadium, Sydney Zuschauer: 63.688 Schiedsrichter: Mark Lawrence (Südafrika) |

Aufstellungen:
- Australien: Elton Flatley, David Giffin, George Gregan , Steve Kefu, Toutai Kefu, Chris Latham, David Lyons, Patricio Noriega, Jeremy Paul, Joe Roff, Wendell Sailor, Nathan Sharpe, Morgan Turinui, Phil Waugh, Bill Young 
 Auswechselspieler: Brendan Cannon, Ben Darwin, Nathan Grey, Daniel Heenan, Lote Tuqiri, Dan Vickerman, Chris Whitaker
- Wales: Colin Charvis, Gareth Cooper, Gethin Jenkins, Mark Jones, Stephen Jones, Gareth Llewellyn, Robin McBryde, Jamie Robinson, Tom Shanklin, Robert Sidoli, Mark Taylor, Iestyn Thomas, Jonathan Thomas, Martyn Williams , Rhys Williams 
 Auswechselspieler: Mefin Davies, Alix Popham, Chris Wyatt

| 21. Juni 2003 19:00 NZST | Neuseeland | 55 : 3           | Wales                 | Waikato Stadium, Hamilton Zuschauer: 25.200 Schiedsrichter: Alan Lewis (Irland) |
| 21. Juni 2003 19:00 NZST | Versuche: Carter Howlett Mealamu Meeuws Rokocoko (2) Spencer Umaga Erhöhungen: Carter (6) Straftritte: Carter | (17 : 3) Bericht | Straftritte: S. Jones | Waikato Stadium, Hamilton Zuschauer: 25.200 Schiedsrichter: Alan Lewis (Irland) |

Aufstellungen:
- Neuseeland: Daniel Carter, Jerry Collins, Steve Devine, Carl Hoeft, Marty Holah, Doug Howlett, Chris Jack, Keven Mealamu, Kees Meeuws, Malili Muliaina, Joe Rokocoko, Carlos Spencer, Reuben Thorne , Tana Umaga, Ali Williams 
 Auswechselspieler: Brad Thorn
- Wales: Colin Charvis, Gareth Cooper, Gethin Jenkins, Dafydd Jones, Mark Jones, Stephen Jones, Gareth Llewellyn, Robin McBryde, Jamie Robinson, Tom Shanklin, Robert Sidoli, Mark Taylor, Iestyn Thomas, Martyn Williams , Rhys Williams 
 Auswechselspieler: Gavin Henson, Dwayne Peel, Ceri Sweeney, Jonathan Thomas, Chris Wyatt